# 府県制
府県制（ふけんせい）とは、1890年（明治23年）に制定された日本の地方行政制度であるとともに、それを規定した法律でもあった。

## 地方制度としての府県制
行政区画としての府県は1868年（慶応4年・明治元年）の府藩県三治制に始まり1871年（明治4年）の廃藩置県により3府302県が置かれ、3府72県を経て1889年（明治22年）までに3府43県に統合された。この間、1878年（明治11年）7月22日、郡区町村編制法とともに地方三新法を構成する府県会規則および地方税規則により自治体としての性格を得、従来の国の地方出先機関としての性格との二面性を持つようになった。
1889年（明治22年）2月11日に発布された大日本帝国憲法（1890年（明治23年）11月29日施行）による立憲体制下において、自治体としての府県は1890年（明治23年）にプロイセン王国の州制度に範をとって制定された法律「府県制」によって規定された。一方、地方長官である知事以下、地方官庁としての府県の機構は勅令である「地方官官制」によって規定された。府県知事は官選とされ政党内閣または政党の影響の強い内閣の時期も含めて多くは内務省の官僚が任命され、また内務大臣の監督に服するものとされた。それに対して府県会は財政議決権を持つだけで与えられた権限の及ぶ範囲は狭く、自治体としてよりも国の行政区画としての意味合いが強かった。第二次世界大戦中は更に政府の統制が強化されたが終戦後の1946年（昭和21年）の第1次地方制度改革で知事の公選制が導入されるなどの民主化が行われ、最終的には1947年（昭和22年）の地方自治法の施行により現行の都道府県制に移行した。

なお、府県制の確立と同時期にチャクリー改革が行われていたサイアム王国（現・タイ王国）でも府県制とほぼ同様の制度が導入され、こちらは21世紀の現代に至るまで維持されている。

## 法律「府県制」
「市制町村制」（明治21年法律第1号）と併せて大日本帝国憲法下の地方自治制度を形づくる法律である府県制（明治23年5月17日法律第35号）は、「郡制」（明治23年法律第36号）とともに第1次山縣有朋内閣の下で帝国議会の協賛を経て1890年（明治23年）5月17日に公布された。この法律は「自治体としての府県」について規定したものであり、住民から選挙された議員（納税額によって区分された階級ごとに選挙される）によって構成される府県会と知事と府県高等官および府県会議員の中から選出された名誉職参事会員による府県参事会が自治の主体となった。
附則第94条の規定により、この法律は「郡制」および「市制」の施行された府県から順次施行するものとされたが多くの県で郡制施行の前提である郡の再編が進まずに府県制の施行が遅れた（1891年（明治24年）中に施行されたのは9県のみ）。そのため、1899年（明治32年）3月16日に「郡制」とともに「府県制」も全部改正されてようやく北海道と沖縄県を除く全府県に施行された（改正まで施行されなかったのは東京、大阪、京都の3府と神奈川、岡山、広島、香川の4県）。1947年（昭和22年）の地方自治法施行により廃止されるまで有効であったのは、この新「府県制」（明治32年法律第64号）である。この改正によって府県に法人格が与えられて自治体としての体勢が強化される一方で、府県知事の権限規定も整備・強化された。
1926年（大正15年）、衆議院議員選挙と同様に府県会議員選挙に普通選挙制度を導入するための改正（納税額による選挙権・被選挙権制限の撤廃）が行われ1929年（昭和4年）の改正では府県に条例および規則の制定権が与えられた。
戦後、1946年（昭和21年）9月27日の改正（施行は10月15日）で府県知事が住民により直接選挙される公選制が導入された。従来府県における選挙事務を統括していた府県知事自身が選挙の対象となったこともあってこの改正により各道府県に選挙管理委員会が設置され、知事の管轄から分離された。同時に北海道における自治制度を規定していた「北海道会法」と「北海道地方費法」が廃止されて「府県制」に統合され、この法律は「道府県制」と改称された。従来「北海道地方費」と呼ばれていた北海道における自治体は「道」と呼ぶものとされた。1947年（昭和22年）4月に実施された第1回統一地方選挙における府県知事および北海道庁長官（北海道知事）の選挙は、この法律によるものである。
1947年（昭和22年）5月3日、日本国憲法と地方自治法の施行によって市制、町村制、東京都制とともに道府県制も廃止された。

### 施行日
- 明治24年（1891年）
  - 7月1日 - 長野県
  - 8月1日 - 青森県、秋田県、山形県、福井県、徳島県、大分県
  - 9月1日 - 徳島県、高知県
  - 10月1日 - 石川県、山梨県
- 明治25年（1892年）
  - 10月1日 - 愛知県
- 明治27年（1894年）
  - 7月1日 - 宮城県
- 明治29年（1896年）
  - 7月1日 - 富山県
  - 9月1日 - 熊本県
  - 10月1日 - 茨城県、兵庫県、福岡県
- 明治30年（1897年）
  - 4月1日 - 群馬県、埼玉県、静岡県、鳥取県、山口県、新潟県
  - 7月1日 - 岩手県
  - 9月1日 - 佐賀県、長崎県、宮崎県
  - 10月1日 - 栃木県、千葉県、岐阜県、愛媛県
- 明治31年（1898年）
  - 2月1日 - 福島県
  - 3月1日 - 奈良県
  - 4月1日 - 島根県、三重県
  - 8月1日 - 滋賀県
  - 9月1日 - 鹿児島県、和歌山県
- 明治32年（1899年）
  - 7月1日 - 東京府、大阪府、神奈川県、京都府、広島県、香川県、岡山県
- 明治42年（1909年）
  - 4月1日 - 沖縄県